# Essigny-le-Petit
Essigny-le-Petit ist eine französische Gemeinde mit 351 Einwohnern (Stand 1. Januar 2022) im Département Aisne in der Region Hauts-de-France (vor 2016 Picardie). Sie gehört zum Arrondissement Saint-Quentin, zum Kanton Saint-Quentin-2 und zum Gemeindeverband Saint-Quentinois.

## Lage
Die Gemeinde Essigny-le-Petit liegt an der oberen Somme und am parallel verlaufenden Kanal, der von den Flüssen Oise und Noirrieu abzweigt und die Somme sowie den Canal de Saint-Quentin (weite Strecken auch unterirdisch verlaufend) mit Wasser alimentiert, neun Kilometer nordöstlich von Saint-Quentin. Nachbargemeinden von Essigny-le-Petit sind Fontaine-Uterte im Norden, Fonsomme im Osten, Homblières im Süden und Remaucourt im Westen.

## Bevölkerungsentwicklung
| Jahr                       | 1962 | 1968 | 1975 | 1982 | 1990 | 1999 | 2010 | 2021 |
| -------------------------- | ---- | ---- | ---- | ---- | ---- | ---- | ---- | ---- |
| Einwohner                  | 353  | 402  | 421  | 383  | 399  | 377  | 377  | 347  |
| Quellen: Cassini und INSEE |      |      |      |      |      |      |      |      |

## Sehenswürdigkeiten

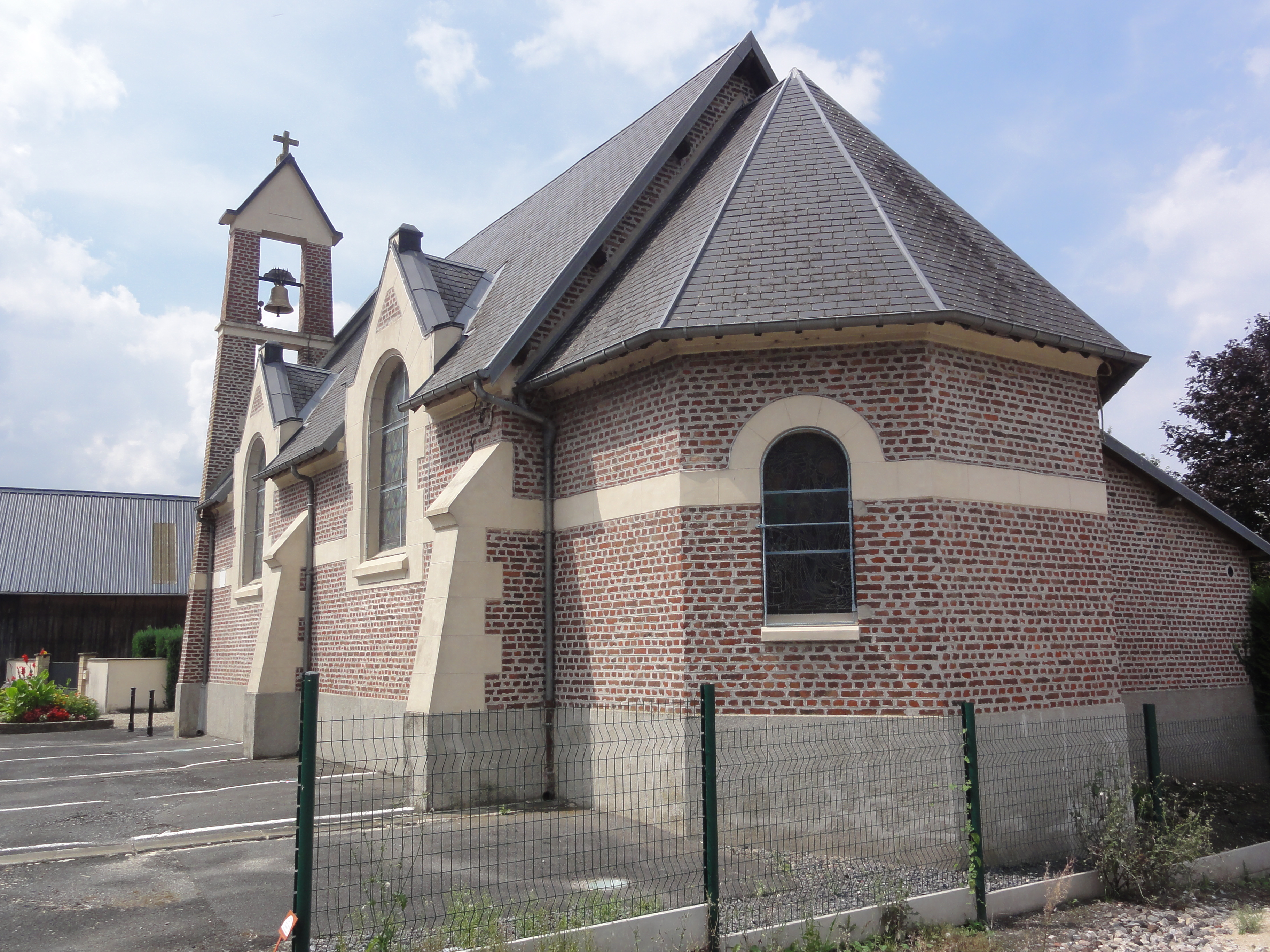
Kirche Saint-Didier
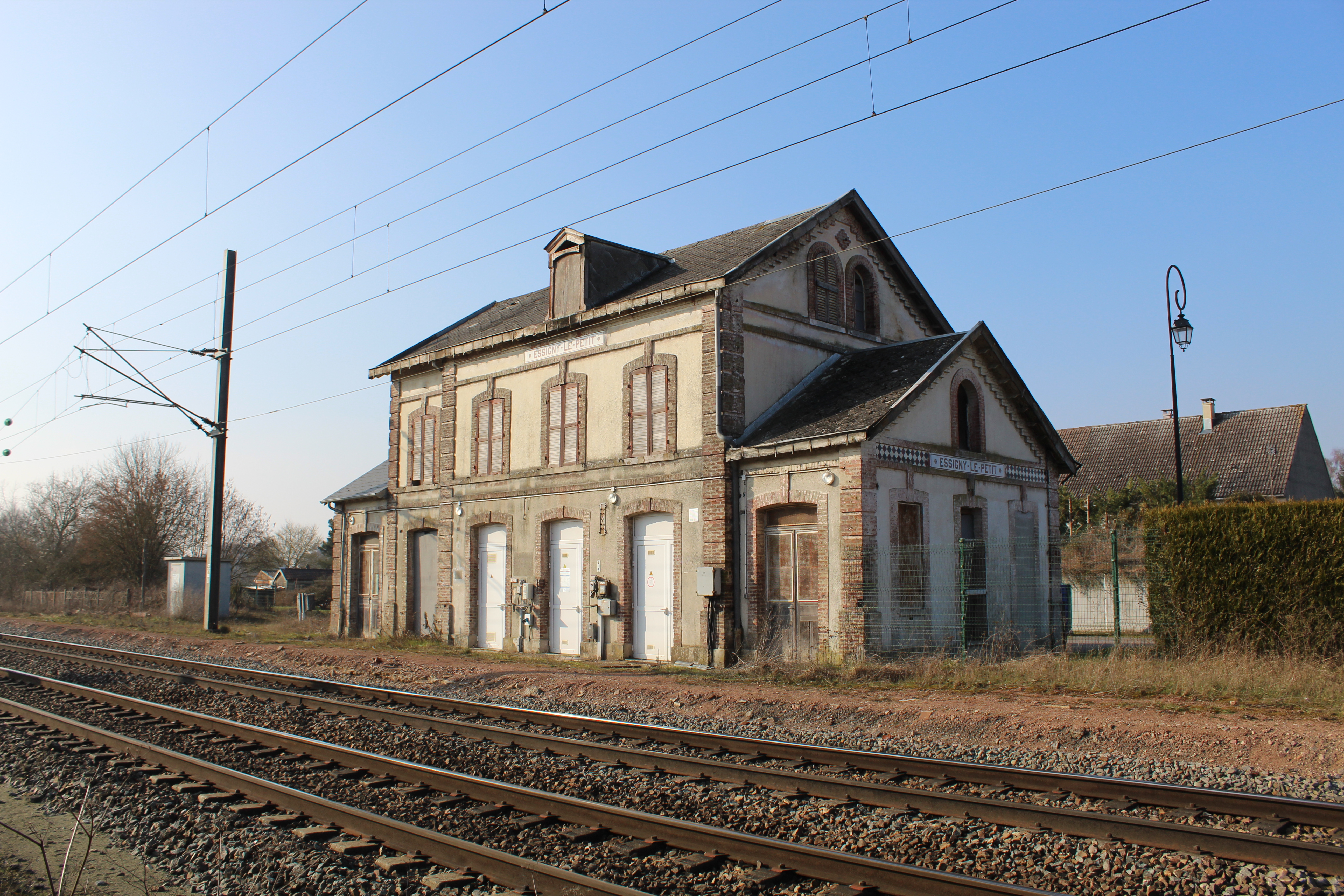
Ehemaliger Bahnhof
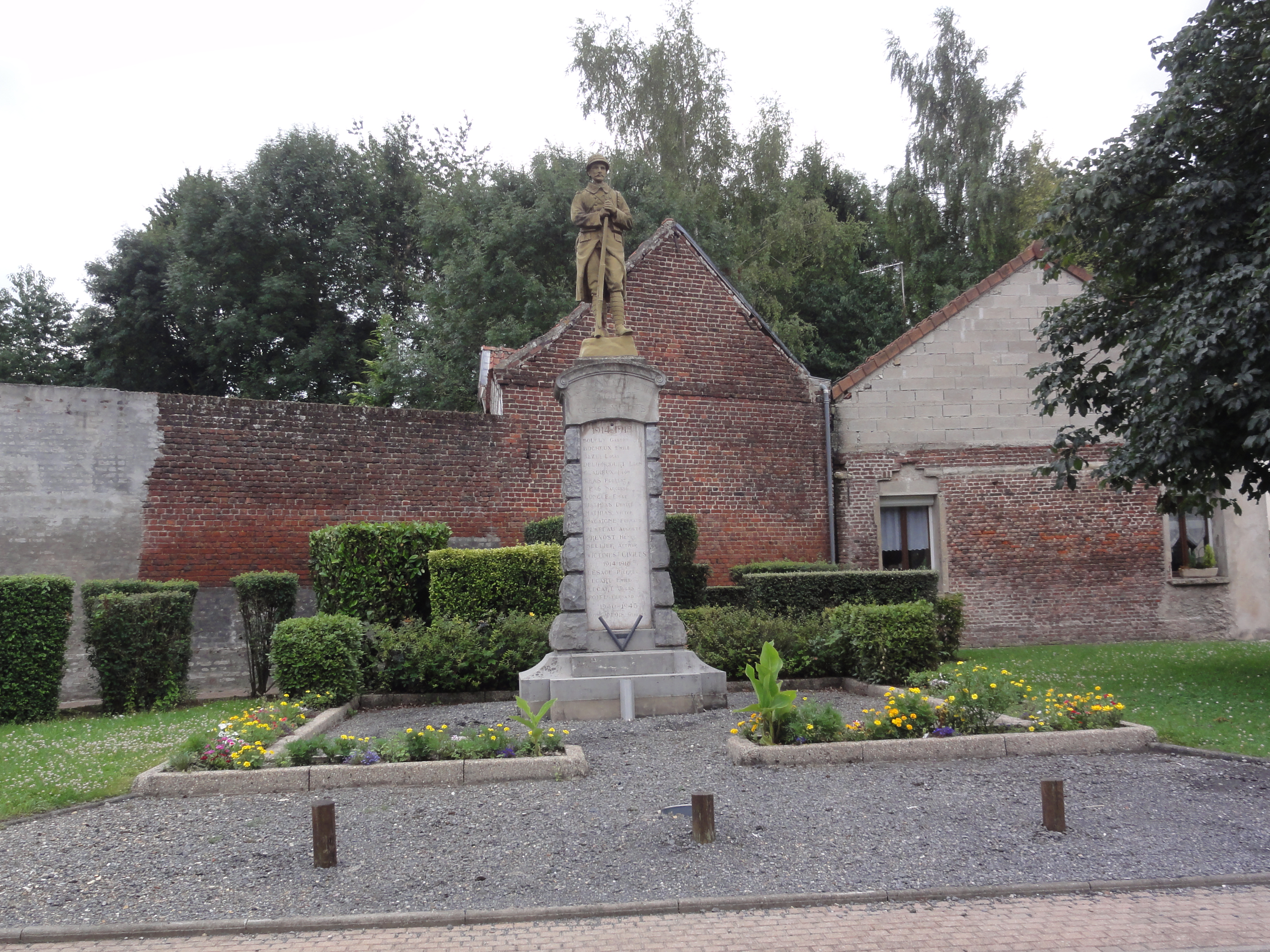
Gefallenendenkmal

- Kirche Saint-Didier
- Ehemaliger Bahnhof
- Gefallenendenkmal